# Aplauso
Aplauso va ser un programa musical de televisió, emès per Televisió Espanyola entre 1978 i 1983.

## Origen
Aplauso es va idear amb la intenció de cobrir un buit en la programació de TVE, de manera que servís de mostrari de les tendències més pròximes als gustos de la majoria del públic, especialment dels joves.
A diferència d'altres programes contemporanis com Popgrama (1977), de Carlos Tena i Moncho Alpuente, o més endavant Musical express (1980), d'Àngel Casas, Aplauso no explorava noves tendències minoritàries i llavors innovadores, com el punk, sinó que apostava per difondre la música més comercial i la que copava les llistes de vendes, sent considerat un exponent del llavors incipient fenomen de les fans.

## Estructura
L'espai adoptava el format d'una revista. Els presentadors manejaven una revista de paper, cadascuna de les pàgines del qual representava una de les actuacions que se succeïen en el programa, que tenia una durada aproximada d'una hora: Així, l'espai s'obria amb la portada, pàgines centrals, pòster central i tancava amb la contraportada.
La Pàgina infantil, per exemple, va suposar la rampa de llançament de nombrosos artistes de l'època com Parchís, Enrique y Ana, Teresa Rabal, Regaliz…
En la pàgina d'humor, va haver-hi també actuacions més o menys fixes, segons les èpoques, d'humoristes com Andrés Pajares, Fernando Esteso, Bigote Arrocet, Martes y trece, Arenas y Cal, Miguel Gila, Lussón y Codeso, Los Hermanos Calatrava, Zori y Santos o Las Hermanas Hurtado.
Aviat s'incorporarien noves seccions, que es van fer mítiques, com Los dobles de los famosos o La juventud baila, que, per exemple va suposar la primera aparició a la pantalla de Miriam Díaz-Aroca, que es va acabar convertint en una actriu popular.
El programa es va començar a emetre el dimecres 9 de juny de 1978. Al setembre d'aquest mateix any, es va passar a emetre la tarda dels dissabtes, on va romandre fins que va desaparèixer.
A partir de 1981, es va pretendre una renovació del programa, amb continguts més directament enfocats al públic adolescent, i el programa s'emetia des de la discoteca Joy Eslava de Madrid.
L'últim programa es va emetre l'1 de gener de 1983.

## L'equip tècnic
José Luis Uribarri va dirigir el programa al llarg dels cinc anys d'emissió. El realitzador va ser Hugo Stuven, fins al 1982 en què abandona l'espai per divergències amb Uribarri, sent substituït per Lisardo García.
Els guions van ser entre d'altres, de José Luis Fradejas i de José María Comesaña. Els decorats eren de Paco Bello i la coreografia de Giorgio Aresu. La producció va estar a càrrec de Martín Cabañas amb l'ajut de Mariano Mayoral com a ajudant de producció.

## Els presentadors
En una primera etapa (durant l'estiu de 1978), el propi José Luis Uribarri es va posar davant les càmeres, acompanyat de María Salerno, Isabel Luque i Isabel Borondo, amb José Luis Fradejas en la secció La juventud baila. A l'octubre, Uribarri es va centrar únicament en la direcció, i va haver-hi canvis en les presentadores: surten Luque i Salerno i s'incorporen Eva Gloria (que només va estar uns quants programes) i Silvia Tortosa i el 1979 Mercedes Rodríguez i Elena Gutiérrez.
Aquest mateix any, arribava un discjòquei al programa, anomenat Nacho Dogan, que apareixia amb la cara totalment pintada de blanc i conduïa el miniespai La marcha de Nacho. Per part seva, la jove actriu Ana María Molano, procedent de La mansión de los Plaff, presentava la pàgina infantil.
A principis de 1981 hi hagué una renovació total de la presentació. Només es van mantenir Fradejas i Dogan, i van ser contractades María Casal (que va continuar en el programa fins al final), i Amparo Larrañaga, que als pocs mesos seria substituïda per Adriana Ozores. Durant aquesta època, apareixen nous realitzadors: José María Morales i Mauricio Romero.
En l'últim programa, la plantilla de presentadors va ser, per tant: José Luis Fradejas, María Casal i Adriana Ozores.

## Els artistes convidats
Per Aplauso van desfilar els grups i solistes més populars i comercials de la seva època. Així, per exemple, i entre moltíssims altres:
- Grups espanyols: Tequila, Alaska y los Pegamoides, Cadillac, Mocedades, Radio Futura, Mecano, Los Zombies, Coz, Rubi y Los Casinos, Los Pecos, Derribos Arias, Leño, Barón Rojo, Los Secretos, Obús.
- Grupos extrangers: Jackson Five, ABBA, The Police, La Bionda, Boney M, AC/DC, OMD, Kiss, Status Quo, Ramones, Van Halen, Madness, Depeche Mode, Duran Duran, King Crimson, Suzi Quatro.
- Solistas espanyols: Antonio Flores, Miguel Bosé, Ana Belén, Víctor Manuel, Rocío Jurado, Rocío Dúrcal, Paloma San Basilio, José Luis Perales, Manolo Escobar, Mari Trini, Pedro Marín, Iván, Massiel, Juan Pardo, Raphael, Dyango, José Vélez, Isabel Pantoja, Ramoncín, Pedro Mari Sánchez, Miguel Ríos, Camilo Sesto. Fins i tot Victoria Abril en la seva faceta de cantant.
- Solistas extrangers: Donna Summer, Amanda Lear, Phil Collins, Iva Zanicchi, Raffaella Carrà, Albert Hammond, John Paul Young, Pablo Milanés, Leif Garrett, Yuri, Roberto Carlos, Linda Ronstadt, Kenny Rogers, Paul Simon, Don McLean, Sally Oldfield, Demis Roussos.

## Els Premis
- Premi Ondas (1979). Nacionals de Televisió.
- TP d'Or 1978. Millor Programa Nacional
- TP d'Or 1979. Millor Programa Nacional
- TP d'Or 1980. Millor Programa Musical i d'Entreteniment
- TP d'Or 1981. Millor Programa Musical i d'Entreteniment